# Mannen som log
Mannen som log är en kriminalroman från 1994 av Henning Mankell. Romanen är den fjärde av tolv om poliskommissarie Kurt Wallander. Den filmatiserades 2003, med Rolf Lassgård i huvudrollen.

## Handling
En gammal vän till Kurt Wallander, advokaten Sten Torstensson, söker en dag upp honom och berättar att hans far omkommit under mystiska omständigheter. Strax efter hittas vännen själv brutalt mördad och Kurt får fallet.